# 재프랑스 일본인
재프랑스 일본인(프랑스어: Japonais en France, 일본어: 在フランス日本人 Zai Furansu Nihonjin)은 프랑스에 영구적으로 정착한 사람과 프랑스에서 태어난 사람을 포함하여 프랑스 거주자이자 일본계 시민이다.

## 역사
일본인의 프랑스 정착은 브라질이나 미국의 경우와는 달리 경제적인 이유보다는 문화적/지적인 이유로 오는 개별 체류객들이 대부분이었다. 또한, 정부에 의한 집단 동원은 거의 없었다. 실제로 메이지 시대의 일본 지도자들은 프랑스를 현대 문명의 상징으로 보았고, "존경과 예의를 의심하는 사람들"이 프랑스에 정착하는 것을 막기 위해 노력했다.

### 제1차 세계 대전 이전

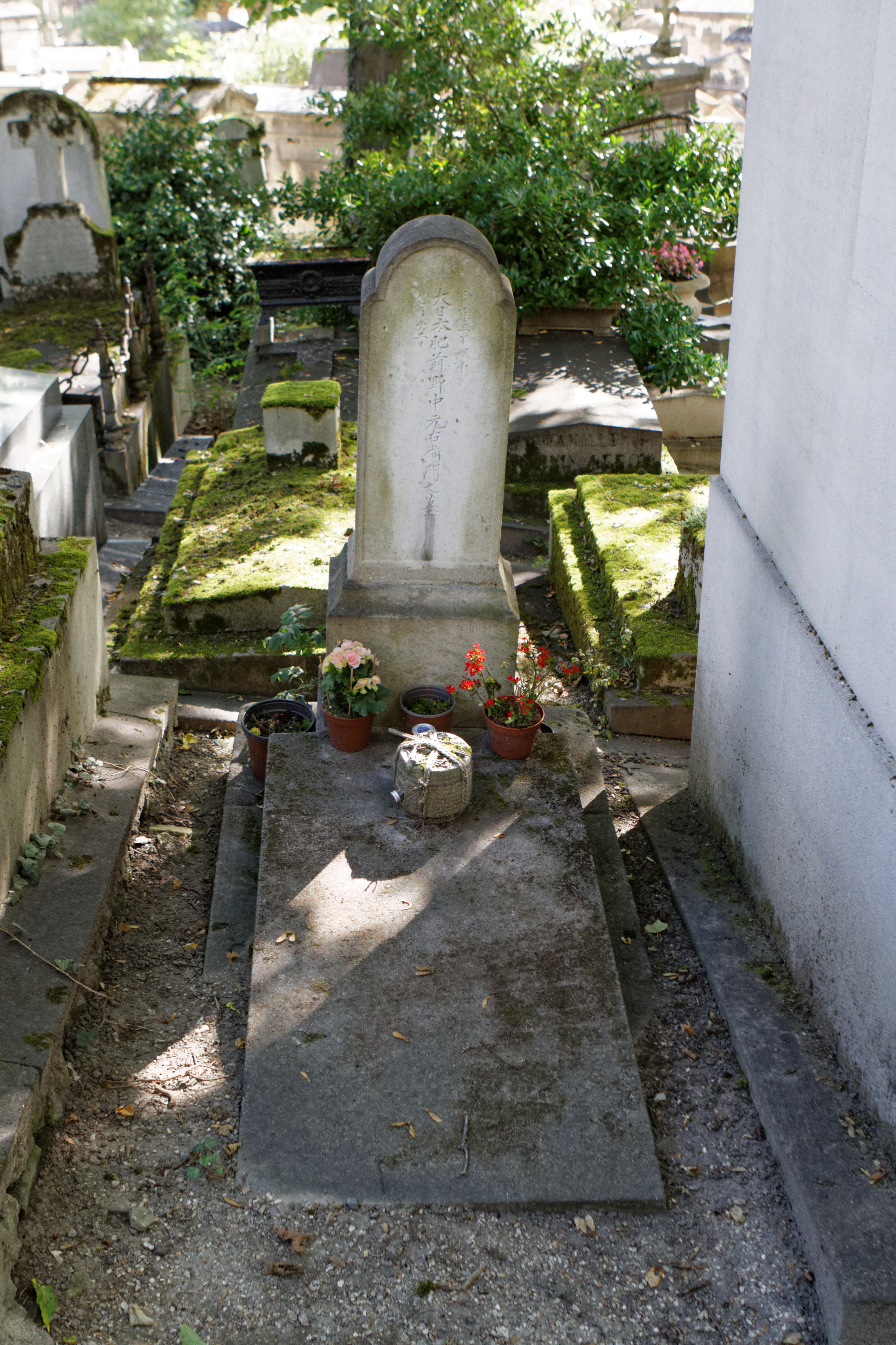
Père Lachaise Cemetery의 Nonaka Motoske(?-1867)의 무덤

일본 국외 거주자들의 프랑스로의 유입은 1870년대에 시작되었다. 대부분의 경우, 그들은 프랑스에서 몇 년 동안 지적 및 문화 생활을 경험한 후 일본으로 돌아갔다. 그들에게 프랑스에서의 경험은 고국에서 지위를 높이는 일종의 "문화자본"으로 간주되었다.

### 전쟁 중
요코미쓰 리이치의 소설 <료슈>는 전간기 일본인 주재민 사회를 그렸다. 일본 국외 거주자들은 제2차 세계대전이 중단된 1930년대까지 지속적으로 들어왔다.

### 제2차 세계대전 이후
프랑스로 이주한 전후 일본인 이민자들은 대체로 고등 교육을 받은 사람들이었으며 그들은 언론인, 고위 관리, 학자 및 전문가로 구성되었다. 그들의 73.6%가 대학 학위를 보유하고 있었다. 그러나 학생 수는 제1차 세계대전과 제2차 세계대전 사이의 기간에 비해 다소 감소했다.

## 문화
프랑스에 거주하는 일본인들은 대부분 프랑스어를 구사했다.
프랑스에는 일본 사회를 섬기는 여러 불교 사원이 있는데, 대부분 대승불교의 선종(禪) 분파에 속해 있었다.
프랑스에 거주하는 일본인은 일반적으로 "프랑스 도시 경관에 적응"하며 대부분의 경우 민족 정체성의 공개적 표현을 피하였다. 그러나 일본 문화의 요소도 프랑스 풍경, 특히 스시 바와 일식 레스토랑이 흔히 발견되는 파리에 추가되었다.

## 인종 간 관계
20세기로 접어들면서 프랑스의 자포니즘 사상은 일본 국외 거주자에 대한 프랑스의 대우에 큰 역할을 했다. 그러나 제2차 세계 대전으로 이어지는 일본의 아시아에서의 군사적 침략이 증가하면서 이러한 이미지는 산산조각이 나고 일본인을 포함한 모든 아시아인에 대한 프랑스의 의심이 높아졌다.
1990년대와 2000년대에 프랑스에 거주한 일본인들은 훨씬 더 논란이 되고 있는 북아프리카 이민자들의 흐름과는 대조적으로 거의 "보이지 않는" 취급을 받게 된다.
프랑스인들은 종종 경제적 경쟁자인 일본에 대해 적대감을 느꼈다. 그러나 이 적대감은 자국의 일본인 거주자에 대한 차별 대우로 이어지지는 않았다. Yatabe의 2001년 조사에 따르면, 프랑스에 거주하는 일본인의 42.5%는 프랑스인이 자신에게 호의적이라고 느끼고 31.7%는 무관심하며 25.8%만이 적대감을 느꼈다고 한다. 그의 조사 결과에 따르면, 프랑스인 중 42.0%가 일본인과의 국제결혼에 대해 호감을 보였고,  무관심이 29.1%, 반대가 24.3%로 나타났습다. 미국인이나 유럽 국가 사람과의 국제결혼 보다 반대하는 사람의 수가 두 배 이상으로 나타났지만, 다른 비서구 국가 사람과의 결혼에 대해서는 그보다 낮고 특히 알제리 사람과의 결혼에 반대하는 사람의 절반 미만으로 집계되었다. 그러나 조사에 응한 프랑스에 거주하는 일본인의 52.4%는 프랑스인과의 결혼에 대해 "불쾌하다" 또는 "매우 불리하다"고 답했다.

## 통합 커뮤니티
일본 대사관의 1996년 자료에 따르면, 프랑스에 있는 일본인의 절반정도가 파리에 살고 있었다. 파리의 일본인은 파리15구와 파리16구에 가장 많이 밀집되어 있었으며 아시아 주재원 커뮤니티와 달리 일본인의 사회 생활은 거주지보다 회사를 중심으로 하는 경향이 있었다. 많은 일본 기업과 레스토랑이 오페라 지구에 집중되어 있었으나 대부분 상업 지역으로, 실제로 그곳에 사는 일본인은 거의 없었다. 캄보디아, 태국 또는 베트남에서 온 이민자에 의해 점점 더 많은 일본 레스토랑이 생겼으며 많은 프랑스 고객을 이끌었다.

## 교육

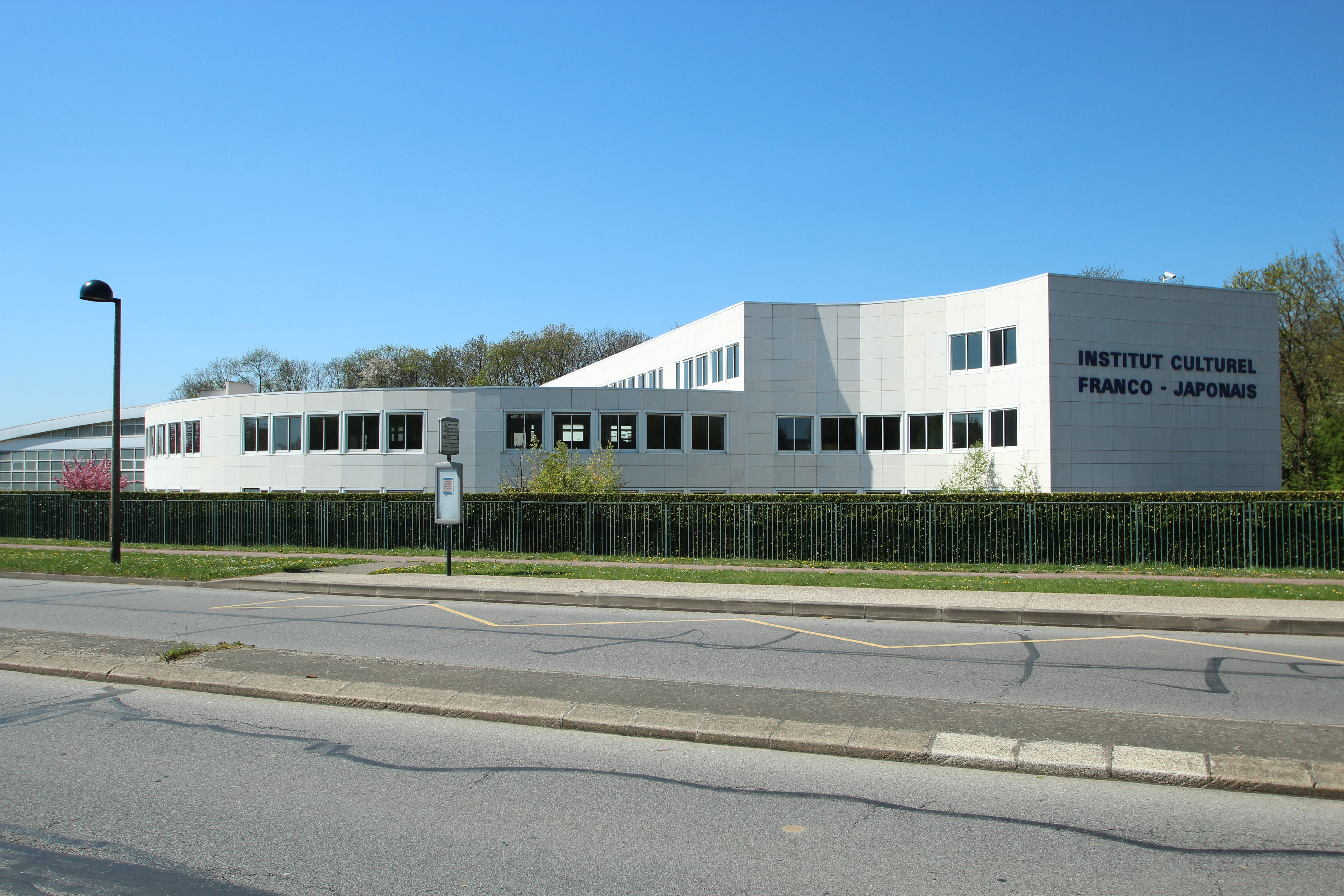
프랑스 일본 문화원-파리 일본인 학교

프랑스 일본 문화원-파리 일본인 학교프랑스 일본 문화원-파리 일본인 학교는 초등학교와 중학교 수준의 일본 국제학교 로 몽티니르브르토뇌에 있었다. 또한 프랑스에는 2005년 폐쇄된 알자스에 있는 Lycée Seijo 와 근처의 Lycée Konan, 2013년 폐쇄된 Lycée Konan을 포함하여 현재는 없어진 두 개의 일본 기숙 고등학교가 프랑스에 있었다.
또한 파리, 불로뉴비양 쿠르, 파리 수도권의 생제르맹 앙레, 보르도, 콜마르, 그르노블, 라 마들렌(릴 근처), 라베주(툴루즈 근처), 리옹, 메이스트라츠하임, 마르세유, 생 시르 쉬르 루아르, 발본(니스 근처), 빌뢰르반 에는 시간제 일본어 교육 프로그램도 있다.
- École complémentaire japonaise de Bordeaux[16]
- École complémentaire pour l'enseignement japonais à Colmar
- École complémentaire pour l'enseignement du japonais en Alsace[17][18]
  - Association Pour l'Enseignement du Japonais en Alsace(APEJA; アルザス日本語教育協会)에서 운영한다.[19]
- École complémentaire des Japonais de Grenoble[20]
- École japonaise du Nord-Pas-de-Calais[21] - La Madeleine[22] ( 릴 근처)
- Association pour le développement de la langue et de la culture japonaises (ADLCJ) Villeurbanne, Greater Lyon) - 1987년 결성[23]
- École japonaise complémentaire de Marseille[24]
- École de langue japonaise de Paris[25]
- Association Éveil Japon - Boulogne-Billancourt, 파리 수도권[26]
- École complémentaire japonaise de Rennes
- École complémentaire japonaise de Toulouse[27]
- École complémentaire japonaise en Touraine - Saint-Cyr-sur-Loire 의 Ecole élémentaire République에서 일본인 및 프랑스계 일본 학생을 위한 수업을 개최한다. 1989년에 설립되었다[28]
- École complémentaire japonaise de la Côte d'Azur - Valbonne[29] ( 니스 근처)

## 주목할만한 인물
- 후지타 쓰구하루(1886~1968), 화가 및 판화 제작자 (원래 일본 도쿄 출신)
- 쿠키 슈조(1888-1941), 철학자(원래 일본 도쿄 출신)
- 마쓰이 모리오(1942~2022), 예술가( 일본 아이치 현 도요하시 출신)
- 마츠카타 코지로(1865~1950), 사업가이자 미술품 수집가/후견인(원래 일본 가고시마현 사츠마 출신)
- 다카다 겐조(1939~2020), 패션 디자이너( 일본 효고현 히메지 출신)
- 메구미 사츠(1948-2010), 가수 (일본 홋카이도 삿포로 출신)
- 리하르트 니콜라우스 폰 코우덴호페칼레르기(1894~1972), 정치가, 지정학자, 철학자(원래 일본 도쿄 출신)
- 줄리아노 알레시(1999), 프랑스 레이싱 드라이버, 그의 어머니는 일본인
- 어피(1987~), 프랑스계 미국인 가수, 래퍼, DJ, 패션 디자이너, 어머니는 일본인
- 올리비아 드 하빌랜드(1916~2020), 영미-일본 여배우 ( 일본 도쿄 출신)
- 구로다 아키(1944~), 예술가 ( 일본 교토 출신)

## 같이 보기
- 프랑스-일본 관계

## 참고 문헌
- Conte-Helm, Marie. The Japanese and Europe: Economic and Cultural Encounters (Bloomsbury Academic Collections). A&C Black, 2013년 12월 17일. ISBN 1780939809, 9781780939803.

## 추가 자료
- - Iwazaki, Kumiko (October 2001), “在外日本人のアイデンティティの構造 : 在仏日本人調査結果の分析 (The formation of Japanese identity overseas: Analysis of research results on Japanese people in France)”, 《日本教育社会学会大会発表要旨集録》 (53)
  - Oonishi, Mamoru (April 1984), “在仏日本人の自殺例について: 第38回日本心身医学会関東地方会演題抄録 (About suicides of Japanese people in France: A record of a talk given at the 38th Kanto Regional Conference of the Japanese Association Psychosomatic Medicine)”, 《Japanese Journal of Psychosomatic Medicine》 24 (2), ISSN 0385-0307
  - Watanabe, Shunzo; Koizumi, Akira; Moriyama, Nariakira; Uemoto, Masaharu; Inamura, Hiroshi (March 1984), “在仏日本人の適応現象について: 階層別による検討 (Mal-Adjustment Phenomena of Japanese in France)”, 《Hirosaki Medical Journal》 36 (1), ISSN 0439-1721
  - Yatabe, Kazuhiko (December 1994), “Auto-image et hétéro-image: représentations du Français et du Japonais chez les migrants nippons en France”, 《Mots: Les Langages du Politique》 41 (41): 129~152, doi:10.3406/mots.1994.1928, ISSN 1960-6001, 2008년 12월 5일에 확인함
  - Yatabe, Kazuhiko (1995), 〈Les Japonais en France〉,   Sabouret, F., 《L'état du Japon》, Paris: La Découverte, ISBN 978-2-7071-2509-5